# Team Fortress 2
Team Fortress 2 er et computerspil, mest populært på Steam, udgivet af Valve og opfølgeren til Team Fortress Classic, der udkom kort efter det originale Half-life. I Team Fortress 2 kæmper rødt hold mod blåt hold på flere forskellige baner om enten at hente hinandens ”efterretninger” (grundlæggende er det ”Capture the Flag” som er kendt fra Team Fortress Classic), at indtage steder/positioner (Control points) på banen eller eskortere/standse en bombe (Payload). Der er ni figurer, som man kan spille som; Scout, Soldier, Pyro, Demoman, Heavy, Engineer, Medic, Sniper og Spy. Spillet kan downloades gratis på Steam.